# オーフス
オーフス (デンマーク語: Aarhus、1948年から2010年まではÅrhus、発音 [ˈɒːhuːˀs] ( 音声ファイル)) は、デンマークでは2番目に大きな都市である。オールフスと表記される場合もある。オーフス自治体の中心地で、ユトランド半島の東岸、デンマークの地理的な中心に位置し、コペンハーゲンの北西187km、ハンブルクの北289kmにある。人口は2019年1月1日現在で自治体が34万0,421人、ユーロスタットの推計では大都市圏域の人口は84万5,971人であった。オーフスの歴史的な始まりは8世紀にヴァイキングが開いた入植地で要塞化され、また初めてキリスト教の教区の中心として記録されるのは遅くとも948年である。

## 概要
オーフスは東ユトランド大都市圏地域の中心部で、経済成長や人口増加率でデンマーク国内第2の規模である。
フェルデン・東ユトランドフィヨルドの北岸に創建された天然の良港であり、何世紀にもわたる海上交易や農産品の成長に主要な役割を果たした。マーケットタウンの特権を1441年に獲得し、17世紀のカール・グスタフ戦争中は封鎖や砲撃により困難に陥った。19世紀に入ると第一次シュレースヴィヒ＝ホルシュタイン戦争により2度、ドイツの軍隊に占領されたが、破壊は免れた。産業革命によってオーフスは成長し、20世紀にはデンマーク第2の大都市に成長する。
今日のオーフスは地域の文化や経済の中核で、ユトランド半島最大の商業やサービス、工業の中心である。欧州連合域内の都市部人口順で92番目、世界ではトップ100に入る国際会議の都市である。コンテナの取扱とカテガット海峡の貿易の重要なハブとして、デンマークの主要な産業港である。
主要なデンマーク企業はオーフスに本社を置き拠点としており、中央ユラン地域の広いエリアから人々が通勤やレジャーで集まってくる。北欧諸国の研究や教育の中心でもあり、拠点を置くオーフス大学はスカンディナヴィア最大の大学で、オーフス大学病院やINCUBサイエンスパークを構える。オーフスはデンマークでは一番若者が多く、学生が人口の13%を占めており、2010年以来、毎年平均4,000人増と急速に拡大する都市の1つである。
オーフスのミュージカルの歴史は注目に値し、1950年代に多くのジャズ・クラブが若者たちに支えられ街の周辺に急速に出現した。1960年代には音楽シーンはロックや他のジャンルに多様化した。1970年代や1980年代にはデンマークのロック音楽の中心となり、TV-2やGnagsなど多くの象徴的なバンドを育んだ。オーフスでは毎年8日間のオーフス国際ジャズフェスティバル、SPoTフェスティバル、ノースサイドフェスティバルが開催される。

## 歴史
948年に司教座がおかれた。北海、バルト海交易の隆盛とともに発展し、14世紀にペストが大流行した際も、さほどの人口減少はみられなかった。16世紀から17世紀にかけては、その人口はコペンハーゲンを上回っていた。
19世紀に、コペンハーゲンやハンブルクの支配から離れて、より独立的な街となった。19世紀初頭、ユトランド半島で3番目に大きな街であったが、1840年にラナースを上回り、1850年には半島最大で国内第2の規模に達する。
港湾の拡張と鉄道網の整備により、街は繁栄し続けた。「ユトランド半島の文化的な都」を自称するように、国立図書館、大学、オーフス劇場、病院などの数多くの文化的施設が建てられた。

## 文化
オーフスはユトランド半島の文化の中心地である。学生も多く、若者達がさまざまな文化的活動の一端を担っている。市内には500件以上のカフェのほか、博物館・遊園地・映画館もある。また、毎年アート・フェスティバルであるAarhus Festugeや、国際的なジャズ・フェスティバルであるオーフス・ジャズ・フェスティバルも開催される。2004年に開館したアロス・オーフス美術館は、現代美術を扱う施設として北ヨーロッパ最大クラスの規模をもつ。
旧市街には多くの歴史的建造物があり、観光の見どころでもあるオーフス大聖堂は奥行き、塔の高さともデンマーク随一である。デン・ガムレ・ビュ国立野外民俗博物館は17世紀以降の古い町家をデンマーク全国から移築し、それに加えて時計や洋服、食べ物など、各時代の人々の生活も再現し展示する。
オーフス郊外にデンマーク消防博物館がある。数十台の消防車や古い消防器具などを展示し、この種の博物館としては世界最大級の規模とされる。また同じく郊外にあるモースゴー先史博物館（Moesgaard Museum）では、グラウベールマン（Grauballemand）と称されるローマ鉄器時代末期の湿地遺体が展示されている。

## 教育
- オーフス大学
- オーフス工科大学

## スポーツ
オーフス南部の公園に陸上競技場やサッカー場、屋内スポーツアリーナなどを有するセレス・パルク&アレナという名のスポーツセンターがある。オーフスGFなどをはじめとし、多くのスポーツ競技団体がセレス・パルク&アレナを拠点として活動している。
またオーフスではこれまで様々な競技大会が開催されている（セレス・パルク&アレナが会場となることが多い）。
- 2002年 - 欧州女子ハンドボール選手権
- 2005年 - ヨーロッパ卓球選手権
- 2006年 - 世界オリエンテーリング選手権
- 2006年 - 世界体操競技選手権
- 2003-2006年 - バドミントンデンマークオープン
- UCI女子ロードワールドカップ

## 交通
市中心部から約35km北東郊外にオーフス空港がある。ターミナルビル1つの小規模な空港であるが、北欧各地と航空路が開設されている。
- オーフス市電

## 姉妹都市
- ベルゲン、ノルウェー
- ヨーテボリ、スウェーデン
- トゥルク、フィンランド
- カコトック、グリーンランド
- ハルビン市、中国
- ロストック、ドイツ
- サンクトペテルブルク、ロシア

## オーフス出身の人物
- オーレ・レーマー：天文学者
- ビャーネ・ストロヴストルップ：計算機科学者
- マルティン・ヨルゲンセン：サッカー選手
- オーレ・ロン・キアケゴー：児童文学作家・画家。